# Michèle Causse
Michèle Causse (Martel, 29 de julio de 1936 - Zúrich, 29 de julio de 2010) fue una escritora y traductora francesa. Inventó el neologismo dé/naître, un eufemismo para morir. Falleció por suicidio asistido a través de la asociación Dignitas en Zúrich

## Trayectoria
En sus ensayos y fábulas autobiográficas, denuncia el sexismo transmitido por "el androlecto", lenguaje universal al servicio de los objetivos de un solo hombre humano.
Trabaja el lenguaje, inventando nuevos conceptos para hacerlo ético y agradable. Lesbiana y activista por los derechos LGBT, quería que se tuviera en cuenta el punto de vista político de las minorías.
Anglicista e italianista, tradujo varias obras de Ti-Grace Atkinson, Djuna Barnes, Willa Cather, Mary Daly, Melville, Ignazio Silone, Alice Ceresa, Dacia Maraini, Natalia Ginzburg, Luigi Malerba, etc.
En su 74 cumpleaños, Michèle Causse se benefició del suicidio asistido en Suiza con la ayuda de Dignitas. Desde hacía unos veinte años padecía una enfermedad que debilitaba sus huesos.

### Artículos
- “Nomen est omen” , epílogo en Desfiguraciones del yo , (inédito)
- Claude Cahun o la mutante heroica, Para una antología de creadoras lesbianas en la Resistencia, cura di Paola Guazzo, Bagdam Espace Lesbien,avril 2008.
- La historia con el corazón roto, Centenario de Violette Leduc, Revue Trésors à Prize, dir. Elisabeth Seys, 2007.
- Inside Garganta profunda, comentarios sobre la película Garganta profunda, en colaboración con Katy Barasc, Sisyphe, 2006
- ¿Por qué los gays no pueden ser aliados objetivos de las lesbianas?, Les Penélopes, 2002, Bagdam Espace Lesbien, 2006.
- Diseño negro (carta a Nicolas Hulot ), Bagdam Espace Lesbien, 2006.
- El género como espacio de contención, Universidad de Beirut, 2005.
- Acerca de Lynndie Inglaterra : Tragedia de la mimesis o cómo convertir el objeto en sujeto reprensible, en colaboración con Katy Barasc, Sísifo, 2004.
- ¿Quién le teme a Valerie Solanas? ? , Bagdam Espace Édition, Toulouse, 2004, páginas 19–35
- Homenaje a Monique Wittig, Extracto del capítulo “La grande Pérégrine” en Voyages de la Grande Naine en Androssie (Ed. Trois, Montréal, 1993), número especial, Labrys-études feministes, Brasilia -Montréal-Paris,septembre 2003.
- Sobre el velo, Sísifo, 2003.
- Una política textual sin precedentes : el alfalecto en el lesbianismo y el feminismo. Historias políticas, Ed. El harmattan, 2002.
- Universidad : alma mater o padre indigno ? , 2 Congreso Internacional de Estudios Lésbicos : La gran disidencia y el gran miedo, Actas de la conferencia espacial lésbica no 2, Edición Bagdam Espace, Toulouse, 2001.

### Colecciones
- Escritos, voces de Italia, ediciones femeninas,1977.
- Estela de Jane Bowles, ed. El nuevo comercio,1978.
- (en inglés) Lesbiana : siete retratos, ed. El nuevo comercio, 1980.
- Cartas a Omphale, Denoël,1983.

### Conferencias
- De la lengua phi a la lengua alfa, Centro Cultural Canadiense, 24 de junio de 1998.
- Para poner fin al androlecto, Collège de France, diciembre de 1998.
- De lengua en lengua, EHESS, 1999.
- ¿Quién le tiene miedo a Valérie Solanas? , 4 Congreso internacional sobre estudios lésbicos: furia y júbilo, 9-12 de abril de 2004.

### Ensayos
- “ Dicho del cuerpo, cuerpo del decir. », epílogo del Diario de una mujer sumisa de Mara, Flammarion, 1979.
- Pequeños pensamientos sobre Bartleby, ed. El Nuevo Comercio, 1980.
- Berthe o medio siglo cerca del Amazonas, ed. Tierce, 1980.
- “ Encuentro con Djuna Barnes », El Almanaque de las Damas, Flammarion, 1982.
- “ El mundo como voluntad y representación. », Revista Vlasta, n 1, primavera de 1983.
- El interlocutado - Los olvidados del olvido - Dé/generado, ed. Tres, 1990.
- ¿Qué lesbiana eres? ? , ed. Palabra Lésbica, 1996.
- Contra el sexado, Balland, coll. El Rayo, 2000.
- “ Una política textual sin precedentes : el alfalecto », Lesbianismo y feminismo : historias políticas, L'Harmattan, 2003.
- “ fuera de si mismo », dicen, ed. AHLA-Bagdam, 2006.
- “ Estrategias para cancelar el género en parábolas parasitarias de Monique Wittig », Los encuentros de Bellepierre, ed. Arnaud Sabatier, enero de 2009.
- Réquiem para él y para ella, escrito con Katy Barasc, Éditions iXe, septiembre de 2014.

### Novelas y cuentos
- L'Encontre, ediciones de mujeres, 1975.
- (          ),[6] ed. Tres, 1987.
- Viajes del gran enano en Androssia, ed. Tres, 1993.
- (en inglés) " Tribunal de Apelación », Antología Orlanda Frauenverlag, 1997.

### Poesía
- El Intruso, ed. El nuevo comercio, 1980.

### Teatro
- ¿A qué hora amanece en el desierto? , ed. Tres,1989.

### Traducciones
- Luchino Visconti, Rocco et ses frères, [Rocco e i suoi fratelli], traduit de l'italien par Michèle Causse, Éditions Buchet-Chastel, Paris, 1961.
- Michelangelo Antonioni, La Nuit, [La Notte], traduit de l'italien par Michèle Causse, Buchet-Chastel, 1961.
- Michelangelo Antonioni, L'Aventure de L'Avventura de Michelangelo A.ntonioni par Tommaso Chiaretti, traduit de l'italien par Michèle Causse, Buchet-Chastel, 1961.
- Mauro Bolognini, Le Mauvais Chemin, [La Viaccia], traduit de l'italien par Michèle Causse, Buchet-Chastel, 1961.
- Primo Levi, J'étais un homme, [Se questo è un uomo |Se questo è un uomo], traduit de l'italien par Michèle Causse, Buchet-Chastel, 1961.
- Djuna Barnes, Almanach des dames, traduit de l'anglais par Michèle Causse, Postface de Michèle Causse, Flammarion, Paris, 1982.
- Djuna Barnes, James Joyce, traduit de l'anglais par Michèle Causse, Tiré à part du Cahier no 42/43. Le Nouveau Commerce, Paris, 1982.
- Alfred Boeldeke, avec Louis Hagen, Graciela et les chasseurs de tête, [With Graciela to the head-hunters], traduit de l'anglais par Michèle Causse et Maurice Muller-Strauss, Flammarion, 1962
- Eric Collier, La Rivière des castors, [Three against the wilderness], traduit de l'anglais par Michèle Causse et Maurice Muller-Strauss, Club des éditeurs, 1963.
- Walt Disney, Le Complot des deux sœurs, adapté de l'italien par Michèle Causse, Hatier, 1963.
- Sadio Garavini di Turno, Lolomaï, [Lolomai], traduit de l'italien par Michèle Causse, Flammarion, 1963.
- Djuna Barnes, Aux Abysses, suivi de La Colombe, traduit de l'anglais par Michèle Causse, Ryôan-Ji, Marseille, 1984.
- Djuna Barnes, Divagations malicieuses, traduit de l'anglais par Michèle Causse, Ryôan-Ji, Marseille, 1985.
- Ignazio Silone, Sortie de secours, [Uscita di sicurezza], traduit de l'italien par Michèle Causse, Del Duca, 1966.
- Luigi Malerba, Le Serpent cannibale, [Il Serpente], traduit de l'italien par Michèle Causse, Éditions Grasset, 1967.
- Ignazio Silone, Fontamara, traduit par J. P. Samson et Michèle Causse, Del Duca, 1967.
- Ignazio Silone, Le Pain et le vin, [Pane e vino], traduit de l'italien par Michèle Causse, Del Duca, 1968.
- Ignazio Silone, Le Grain sous la neige, [Il Seme sotto neve], traduit par Michèle Causse, Éditions mondiales, 1969.
- Ercole Patti, Ce merveilleux automne suivi de La cousine, traduit par Michèle Causse et Hélène Pasquier. Éditions Stock, Paris, 1969.
- Ercole Patti, Une jeune fille de Catane, traduit de l'italien par Michèle Causse, Éditions Stock, Paris, 1971.
- Alice Ceresa, La Fille prodigue, traduit de l'italien par Michèle Causse, Éditions des Femmes, Paris, 1975.
- Erika Kaufmann, Transfert, traduit de l'anglais par Michèle Causse, Éditions des Femmes, Paris, 1975.
- Herman Melville, Bartleby, traduit de l'anglais par Michèle Causse, Cahier no 35. Le Nouveau Commerce, Paris, 1976.
- Dacia Maraini, Femmes en guerre, traduit de l'italien par Michèle Causse, Éditions des Femmes, Paris, 1977.
- Sergio Solmi, Méditations sur le scorpion, traduit de l'italien par Michèle Causse, Cahier no 39/40. Le Nouveau Commerce, Paris, 1978.
- Jane Bowles, Stèle, traduit de l'anglais par Michèle Causse, Textes présentés par Michèle Causse. Le Nouveau Commerce, Paris, 1978.
- Theodore Zeldin, Goût et corruption. Histoire des passions françaises 1848 - 1945, Tome 3, traduit de l'anglais par Michèle Causse et Catherine Erhel. Collection Recherches, Éditions Encres, Paris, 1979.
- Mary Daly, Notes pour une ontologie du féminisme radical, traduit de l'anglais par Michèle Causse, Éditions L'Intégrale, Outremont Montréal, 1982.
- Gertrude Stein, Q.E.D. Les choses comme elles sont, traduit de l'anglais par Michèle Causse, Coéditions Vlasta/Remue Menage, Paris/Montreal, 1986.
- Millicent Dillon, Jane Bowles, une femme accompagnée, traduit de l'anglais par Michèle Causse, Textes présentés par Michèle Causse. Deuxtemps Tierce, Paris, 1989.
- Herman Melville, Bartleby. Les Îles Enchantées. Le Campanile, traduit de l'anglais par Michèle Causse, Flammarion, Paris, 1989.
- Dôre Michelut, Loyale à la chasse, traduit de l'anglais par Michèle Causse, Traduction "Prix du Gouverneur Général, Canada. Éditions Trois, Montréal, 1994.
- Willa Cather, Destins obscurs, traduit de l'anglais par Michèle Causse, Éditions Payot-Rivages, Paris, 1994.
- Alice Munro, Un demi pamplemousse, traduit de l'anglais par Michèle Causse, Éditions Rivages, Paris, 2002.
- Natalia Ginzburg, Les Mots de la tribu, [Lessico famigliare], traduit de l'italien par Michèle Causse ; Collection Les cahiers rouges. Éditions Grasset, Paris, 2008.

## Documentos audiovisuales
- La historia desconsolada, lectura, Centenario de Violette Leduc, vídeo, Arras, 2007.
- Un escritor en tierras ocupadas, película de Michel García-Luna, DVD 47 min 20, Ed. Lunaprod, 2005.
- Corps de mots, película de Suzanne Vertue y Dianne Heffernan, 37 min, Video-elles, Montreal, 1989.
- À la lettre, casete, Ed. Anne-Marie Alonzo, Montreal
- Dignitas, Death on Prescription, informe de Emmanuelle Bressan-Blondeau y Jean-Bernard Menoud, 56 min, RTS, Suiza, 2011. [7]
- Michèle Causse, película de Denise Brial, DVD color 50 min. París, Vídeos feministas de ATALANTE, 2012.